# チロ
チロ（イタリア語: Cirò）は、イタリア共和国カラブリア州クロトーネ県にある、人口約2,800人の基礎自治体（コムーネ）。

## 地理

### 位置・広がり

#### 隣接コムーネ
隣接するコムーネは以下の通り。
- カルフィッツィ
- チロ・マリーナ
- クルーコリ
- メリッサ
- ウンブリアーティコ

## 行政

### 分離集落
チロには、以下の分離集落（フラツィオーネ）がある。
- La Cappella, L'Attiva, Santa Venere

## 人物

### 著名な出身者
- アロイシウス・リリウス - 16世紀の天文学者・暦学者。グレゴリオ暦提案者。